# Centralna čistilna naprava Maribor
Centralna čistilna naprava Maribor (kratica: CČN Maribor) se nahaja v Dogošah, med staro strugo reke Drave in kanalom hidroelektrarne Zlatoličje. CČN Maribor je pričela obratovati 10. junija 2002. CČN Maribor zadostuje pogojem 5. člena Uredbe o emisiji snovi pri odvajanju odpadnih vod iz komunalnih čistilnih naprav (Ur.l.RS 35/96).

### Tehnične lastnosti
Zmogljivost CČN Maribor je 195.000 populacijskih enot (PE), z možnostjo razširitve na 285.000 PE. 1 PE ustreza onesnaženju, ki ga povzroči 1 prebivalec na dan. Kapaciteta CČN za biološko čiščenje znaša 5000m³/h, za predčiščenje in črpanje v kanal HE Zlatoličje pa 7000 m³/h.

### Čiščenje odpadne vode
Na CČN Maribor poteka čiščenje odpadne vode na treh ravneh: 
- mehansko čiščenje odpadne vode - odstranjevanje grobih delcev iz odpadne vode, črpanje odpadne vode, sprejem in mehansko čiščenje odpadnih vod iz greznic, vzorčenje in meritve pretoka, čiščenje zraka iz zaprtih prostorov predčiščenja
- biološko čiščenje odpadne vode - razgradnja ogljikovih, dušikovih in fosforjevih spojin s pomočjo mikroorganizmov, dodatno odstranjevanje fosforja z dodajanjem koagilantov, vnos zraka z mešanjem, usedanje blata, črpanje odvečnega blata, vzorčenje in meritve pretoka.
- obdelava blata - flotacija z nasičenim zrakom, skladiščenje in priprava polielektrolita, dehidracija blata s centrifugiranjem ter stabilizacija blata z dodajanjem živega apna.